# سامرست (داکوتای جنوبی)
سامرست(به انگلیسی: Summerset) شهری در ایالت داکوتای جنوبی کشور ایالات متحده آمریکا است که جمعیت آن در سرشماری سال ۲۰۱۰ میلادی، ۱٬۸۱۴ نفر بوده‌است.